# Eric Boe
Eric Allen Boe (Miami, 1º ottobre 1964) è un astronauta statunitense.
È stato selezionato dalla NASA come astronauta nel 2000 e ha partecipato a due missioni spaziali Shuttle di breve durata a bordo della ISS nel 2008 e 2011.

## Carriera militare
Si è laureato in ingegneria aeronautica, all'United States Air Force Academy nel 1987, diventando ufficiale dell'Aeronautica statunitense. Nel 1988 ha completato l'addestramento per i piloti Euro/NATO (ENJJPT) nella base Sheppard, in Texas, venendo poi assegnato al 3rd Tactical Fighter Squadron come pilota dell'aereo F-4E nelle Filippine. Dal 1991 è stato pilota istruttore degli aerei T-38 e AT-38B nella base dell'aviazione Columbus, nel Mississippi mentre dal 1994 è stato assegnato al  60th Fighter Squadron in Florida come comandante di volo degli F-15C, volando in 55 missioni di combattimento in Iraq come supporto dell'Operazione Southern Watch. Nel 1997 ha partecipato alla USAF Test Pilot School alla base Edwards, in California e ha conseguito un master in ingegneria elettrica alla Georgia Institute of Technology. Ha poi ricoperto il ruolo di Director of Test della divisione Air-to-Air Missile Test, 46th Test Wing nella base, volando su tutti i modelli di F-15 e UH-1N. Il colonnello Boe si è ritirato dall'Aeronautica nel 2012. Nella sua carriera ha accumulato 6000 ore di volo in più di 50 di aerei diversi.

## Carriera alla NASA

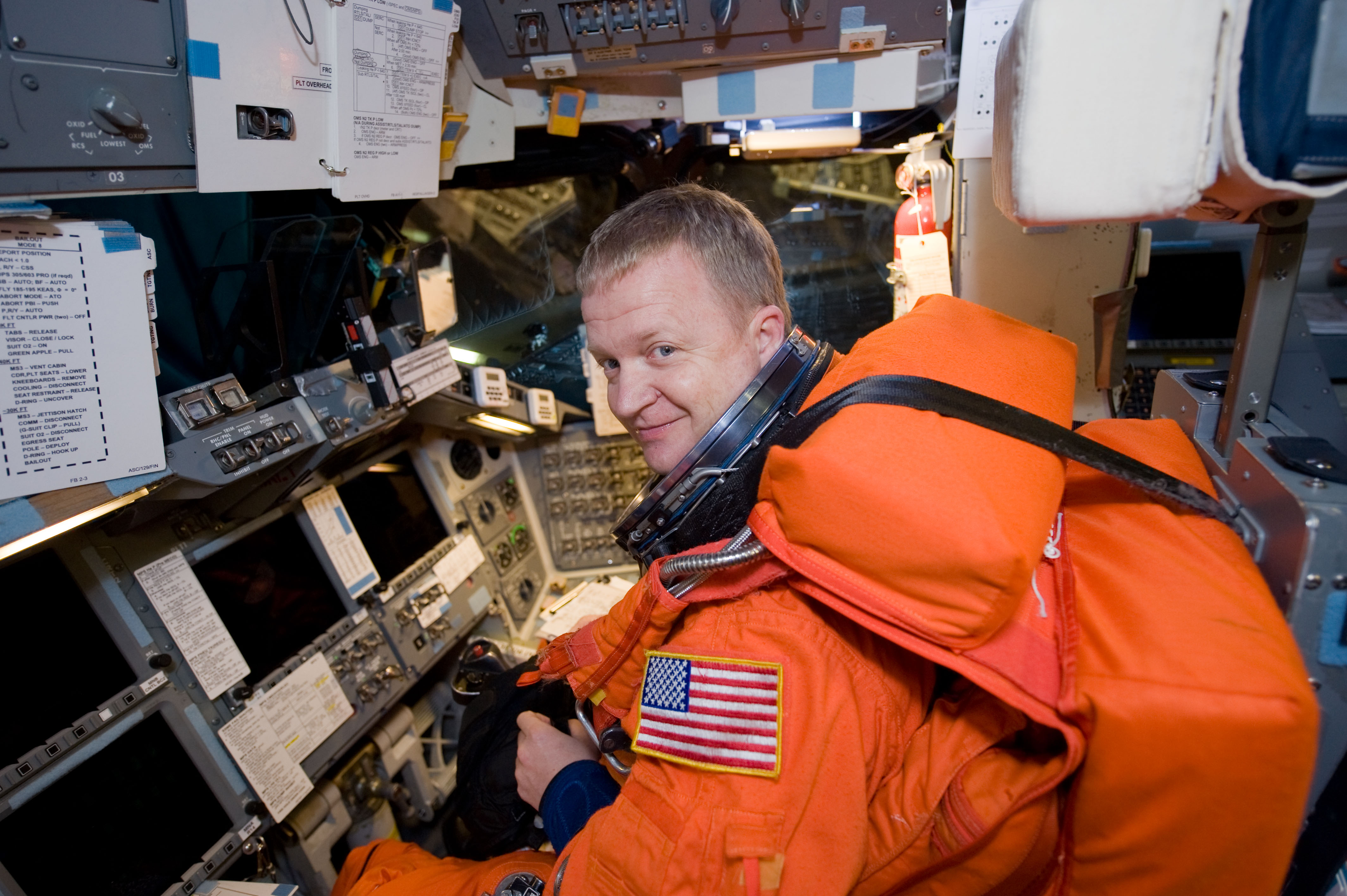
Boe all'interno del simulatore Shuttle al JSC in preparazione della missione STS-133

Boe è stato selezionato come astronauta pilota dalla NASA a luglio del 2000, facendo parte del Gruppo 18. Dopo aver completato i due anni di addestramento base ha lavorato nei dipartimenti delle Operazioni della Stazione spaziale internazionale (ISS) e dello Space Shuttle dell'Ufficio Astronauti. Dal 2005 al 2006 è stato direttore delle operazioni NASA nel Centro di addestramento cosmonauti Jurij Gagarin (GCTC), a Star City, in Russia. Da luglio 2012 ad agosto 2015 è stato vice capo dell'Ufficio Astronauti, il vice di Robert Behnken. Nel luglio 2015 la NASA l'ha selezionato insieme a Sunita Williams, Robert Behnken e Douglas Hurley come Astronauta commerciale. Da quel momento in poi, Boe ha lavorato con le compagnie Boeing e SpaceX per migliorare e addestrarsi sulle navicelle CST-100 Starliner e Dragon 2. Il 3 agosto 2018 è stato assegnato al volo di collaudo della navicella CST-100 (Boe-CFT) insieme all'astronauta Boeing Christopher Ferguson e l'astronauta NASA Nicole Mann, con partenza prevista nel 2019. Il 22 gennaio 2019 è stato dichiarato non idoneo al volo per motivi medici ed è stato sostituito da Michael Fincke.

### STS-126

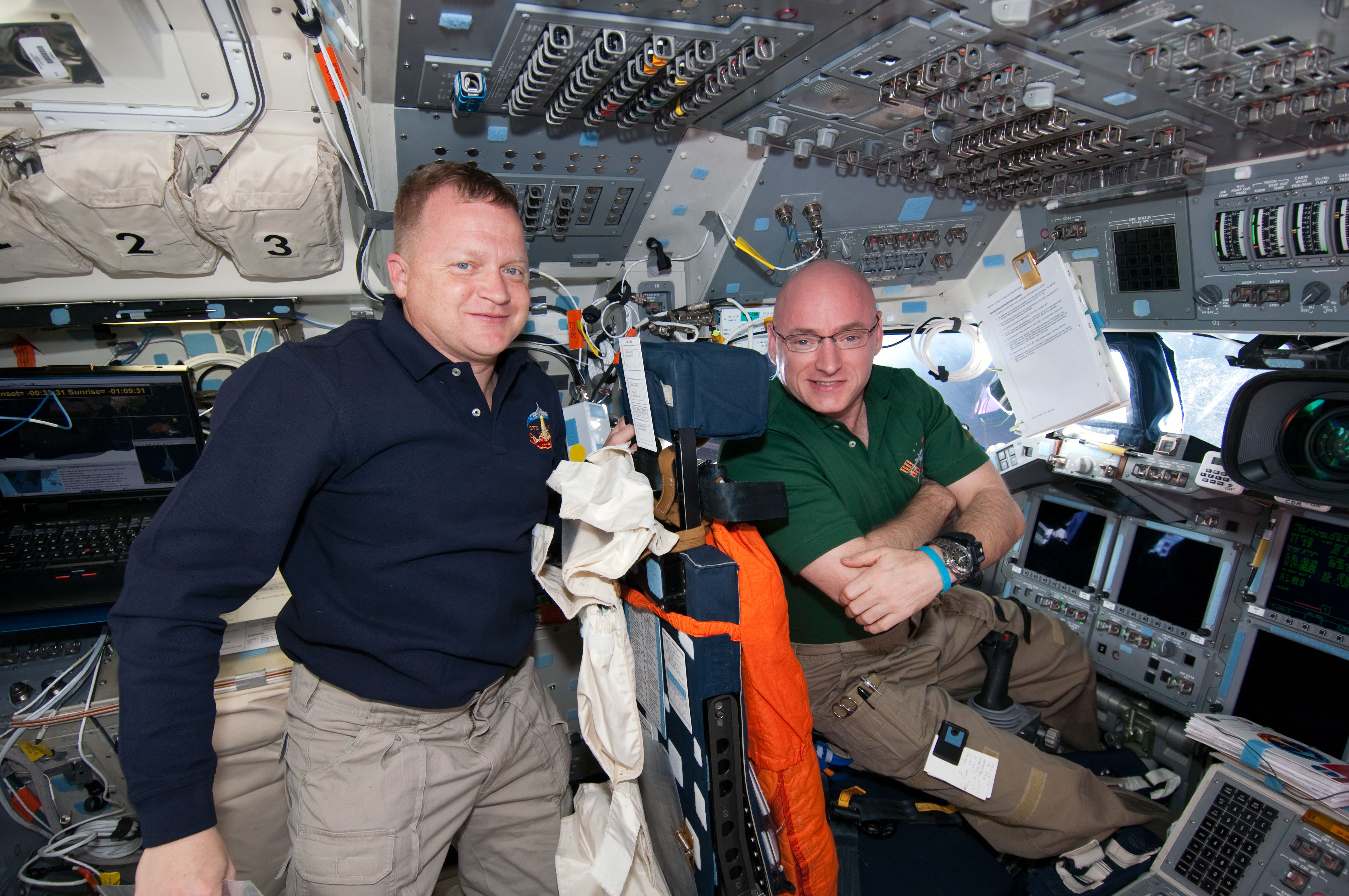
Boe (sinistra) e il comandante dell'Exp 26 Scott Kelly nello Shuttle mentre era attraccato alla ISS durante l'STS-133

Il 14 novembre 2008 è partito dal Kennedy Space Center per il suo primo volo spaziale a bordo dello Space Shuttle Endeavour per la missione STS-126 con il ruolo di pilota, in direzione ISS. Si è attraccato alla Stazione il giorno successivo, iniziando 14 giorni di intenso lavoro dell'avamposto orbitale, installando un nuovo bagno (Waste and Hygiene Compartment), la cucina, due cuccette per gli astronauti (Crew Quaters), la macchina per l'attività fisica ARED, il sistema del riciclo dell'acqua e aiutando durante quattro attività extraveicolari. È tornato sulla Terra il 30 novembre 2008, atterrando nella base Edwards, dopo 16 giorni di missione.

### STS-133
Boe è tornato sulla Stazione il 24 febbraio 2011 sempre come pilota per la missione STS-133, l'ultima missione dello Space Shuttle Discovery. Durante i 13 giorni di missione, l'equipaggio ha portato alla Stazione il Permanent Multipurpose Module (PMM), il quarto Express Logistics Carrier (ELC) e il Robonaut, per poi atterrare il 9 marzo nella Pista 15 del NASA Shuttle Landing Facility.

## Vita privata
È sposato con Kristen Newman e hanno due figli. Nel tempo libero gli piace fare sport all'aria aperta, leggere, fare immersioni e sciare. Era un cadetto nella Georgia Wing della Civil Air Patrol. Mentre era un cadetto, Boe ottenne il General Carl A Spaatz Award, il più alto riconoscimento assegnato ai cadetti della Civil Air Patrol. Il colonnello Boe è ancora un membro senior del Texas Wing della Civil Air Patrol, insieme a suo figlio che di recente è diventato un cadetto.